# 多氣町
多氣町（日语：／ Taki chō */?）是位於日本三重縣中部的行政區劃。轄區大致位於櫛田川中游右岸，中央構造線也大致沿著櫛田川附近通過町內。
夏普自1995年起在町內設立了三重工廠，生產中小尺寸面板。

## 人口
| 多氣町人口分布圖 |                                               |  |
| 多氣町與日本全國年齡別人口分布比較圖 （2005年資料） | 多氣町的年齡、男女別人口分布圖 （2005年資料） |  |
| ■紫色是多氣町 ■綠色是全国 | ■藍色是男性 ■紅色是女性                       |  |
| 多氣町人口變化 \| 1970年 \| 16,159人 \| \| \| 1975年 \| 16,057人 \| \| \| 1980年 \| 16,054人 \| \| \| 1985年 \| 16,174人 \| \| \| 1990年 \| 15,691人 \| \| \| 1995年 \| 15,644人 \| \| \| 2000年 \| 16,149人 \| \| \| 2005年 \| 15,793人 \| \| \| 2010年 \| 15,438人 \| \| \| 2015年 \| 14,878人 \| \| \| 2020年 \| 14,021人 \| \| |                                               |  |
| 資料來源：日本總務省統計中心提供之人口普查數據 |                                               |  |
| 1970年 | 16,159人                                      |  |
| 1975年 | 16,057人                                      |  |
| 1980年 | 16,054人                                      |  |
| 1985年 | 16,174人                                      |  |
| 1990年 | 15,691人                                      |  |
| 1995年 | 15,644人                                      |  |
| 2000年 | 16,149人                                      |  |
| 2005年 | 15,793人                                      |  |
| 2010年 | 15,438人                                      |  |
| 2015年 | 14,878人                                      |  |
| 2020年 | 14,021人                                      |  |

## 歷史
大部分區域在令制國時代都是屬於伊勢國多氣郡，部分位於櫛田川岸邊的區域屬於飯高郡；最初在8世紀時為伊勢神宮所領有的神郡，但在14世紀南北朝時代後，北畠氏在伊勢國崛起後由北畠氏所支配。
江戶時代後，成為紀州德川家紀州藩的領地，19世紀末明治維新實施廢藩置縣後，改隸屬和歌山縣，在1872年的第一次府縣整併後被劃入度會縣，1876年第二次府縣整併後再被併入三重縣。
1889年日本實施町村制，現在的多氣町轄區在當時分屬相可村、西外城田村、佐奈村、津田村、丹生村、五村共六個行政區劃。在1950年代的昭和大合併期間，位於東部的相可町、佐奈村、津田村在1955年合併為多氣町，西外城田村則在1959年被併入多氣町；西部的丹生村、五谷村也在1955年合併為勢和村，同一年原屬松阪市的上出江地區和下出江地區也被併入勢和村。
2006年多氣町與勢和村再度進行整併，合併後的新町名則延續使用多氣町。

### 變遷表
| 1889年4月1日 | 1889年 - 1912年 | 1912年 - 1944年            | 1945年 - 1954年            | 1955年 - 1989年            | 1989年 - 現在             | 現在                      |
| ------------ | --------------- | -------------------------- | -------------------------- | -------------------------- | ------------------------- | ------------------------- |
| 相可村       | 相可村          | 1919年6月20日 改制為相可町 | 1919年6月20日 改制為相可町 | 1955年3月31日 合併為多氣町 | 2006年1月1日 合併為多氣町 | 2006年1月1日 合併為多氣町 |
| 佐奈村       |                 |                            |                            | 1955年3月31日 合併為多氣町 | 2006年1月1日 合併為多氣町 | 2006年1月1日 合併為多氣町 |
| 津田村       |                 |                            |                            | 1955年3月31日 合併為多氣町 | 2006年1月1日 合併為多氣町 | 2006年1月1日 合併為多氣町 |
| 西外城田村   | 西外城田村      | 西外城田村                 | 西外城田村                 | 1959年4月15日 併入多氣町   | 2006年1月1日 合併為多氣町 | 2006年1月1日 合併為多氣町 |
| 丹生村       | 丹生村          | 丹生村                     | 丹生村                     | 1955年4月15日 勢和村       | 2006年1月1日 合併為多氣町 | 2006年1月1日 合併為多氣町 |
| 五村         |                 |                            |                            | 1955年4月15日 勢和村       | 2006年1月1日 合併為多氣町 | 2006年1月1日 合併為多氣町 |

## 行政

### 歷任首長
| 屆           | 姓名         | 上任日期     | 卸任日期     | 備註               |
| 第二代多氣町 | 第二代多氣町 | 第二代多氣町 | 第二代多氣町 | 第二代多氣町       |
| ------------ | ------------ | ------------ | ------------ | ------------------ |
| 1            | 長谷川順一   | 2006年2月5日 | 2010年2月4日 | 原第一代多氣町町長 |
| 2            | 久保行央     | 2010年2月5日 | 2014年2月4日 |                    |
| 3            | 久保行央     | 2014年2月5日 | 2018年2月4日 |                    |
| 4            | 久保行央     | 2018年2月5日 | 現任         |                    |

## 交通

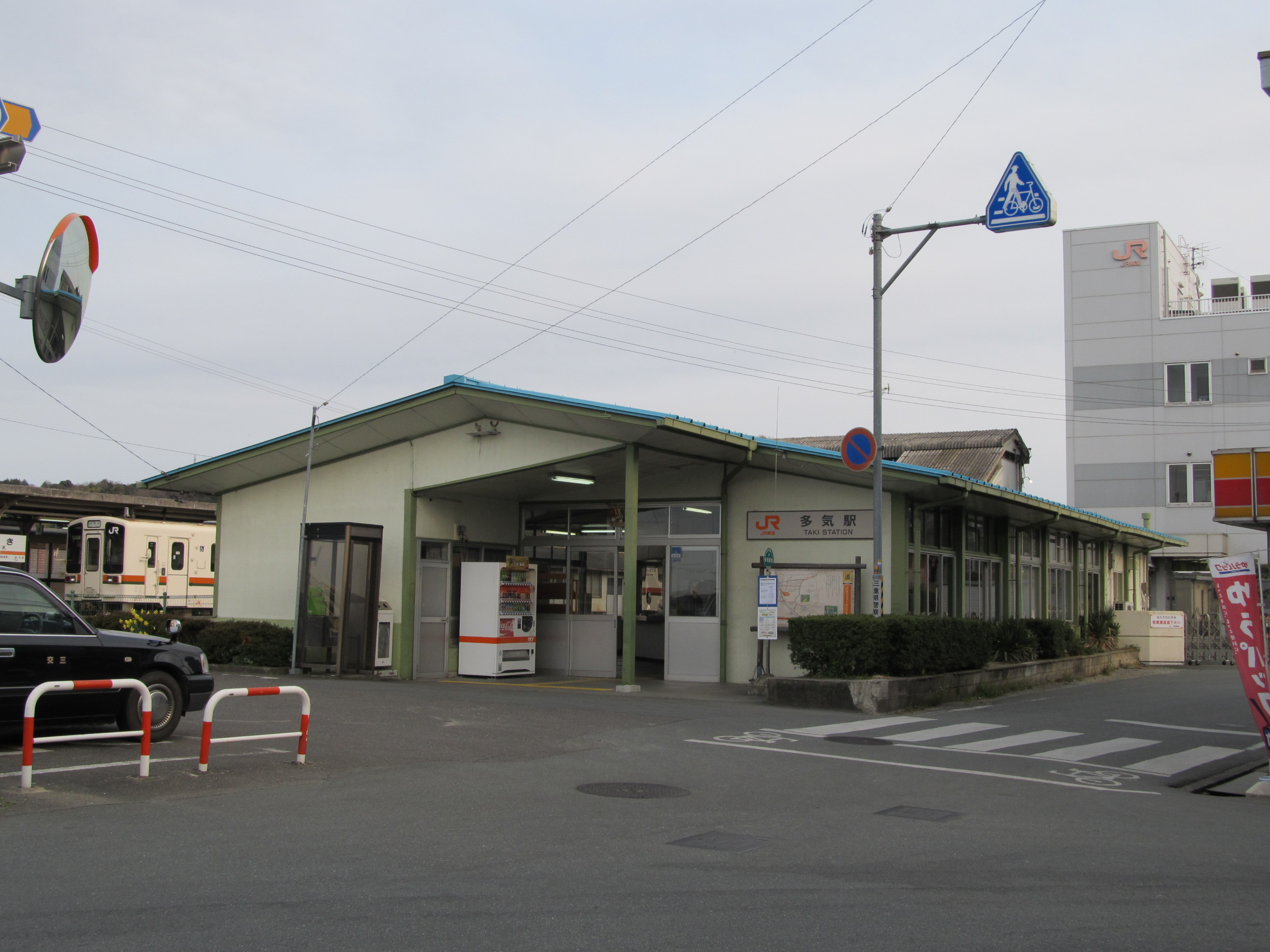
多氣車站

東海旅客鐵道的紀勢本線和参宮線在多氣町內的多氣車站交會，往北可至三重縣北部的龜山市，往南可至三重縣南部及和歌山縣，往東則可至伊勢志摩地區，也因此所有經過此車站的特別急行列車都會在多氣車站停靠。
公路方面同樣的有高速公路紀勢自動車道和伊勢自動車道在此交會，同樣的透過這兩條高速公路可以通往三重縣北部、和歌山縣和南部的伊勢志摩地區。
經營客運路線的業者除了三重交通外，還有多氣町營巴士。

### 鐵路
- 東海旅客鐵道
  - 紀勢本線：（←松阪市） - 多氣車站 - 相可車站- 佐奈車站 - （大台町→）
  - 参宮線：多氣車站 - 外城田車站 - （玉城町→）

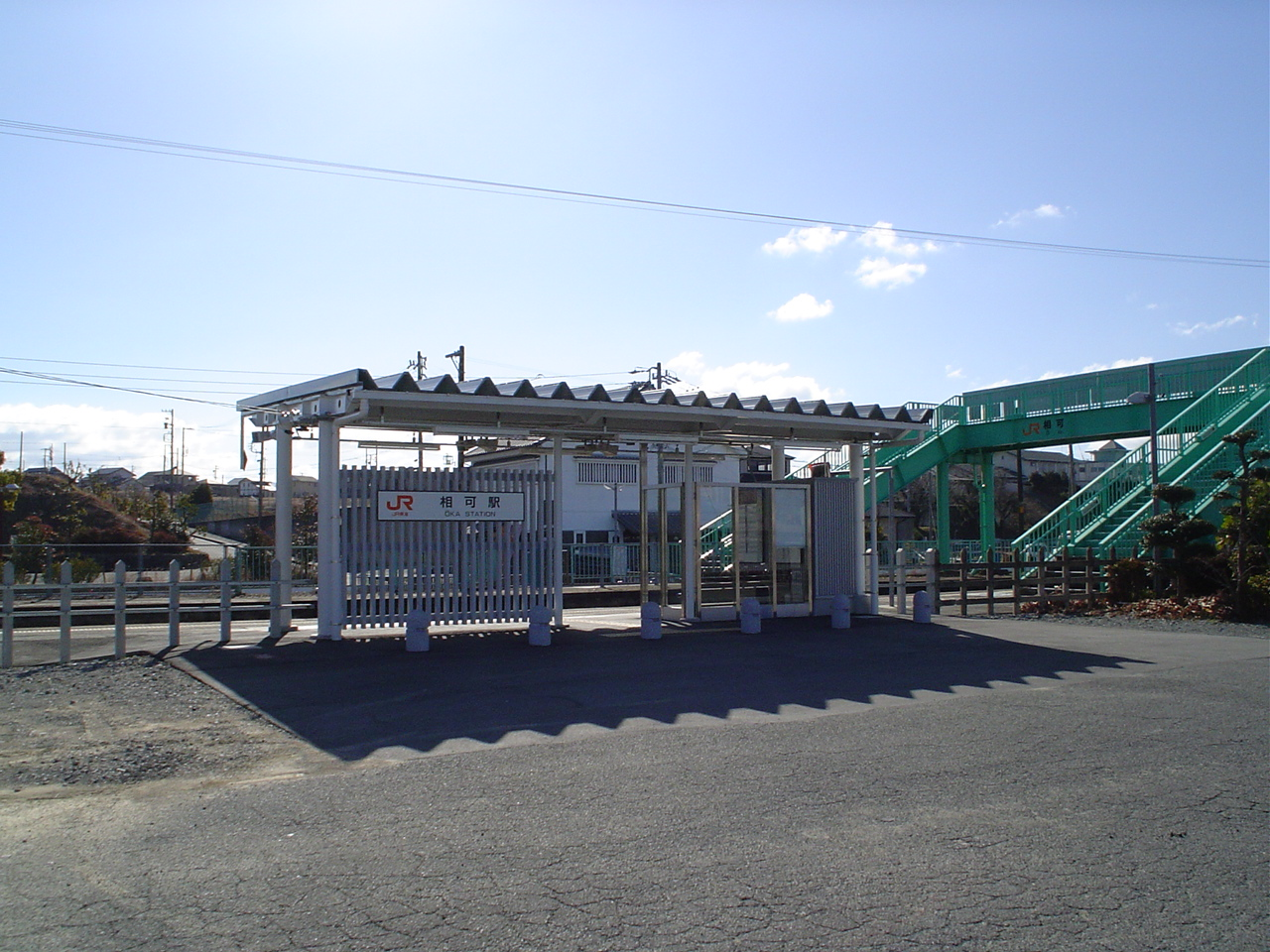
相可車站
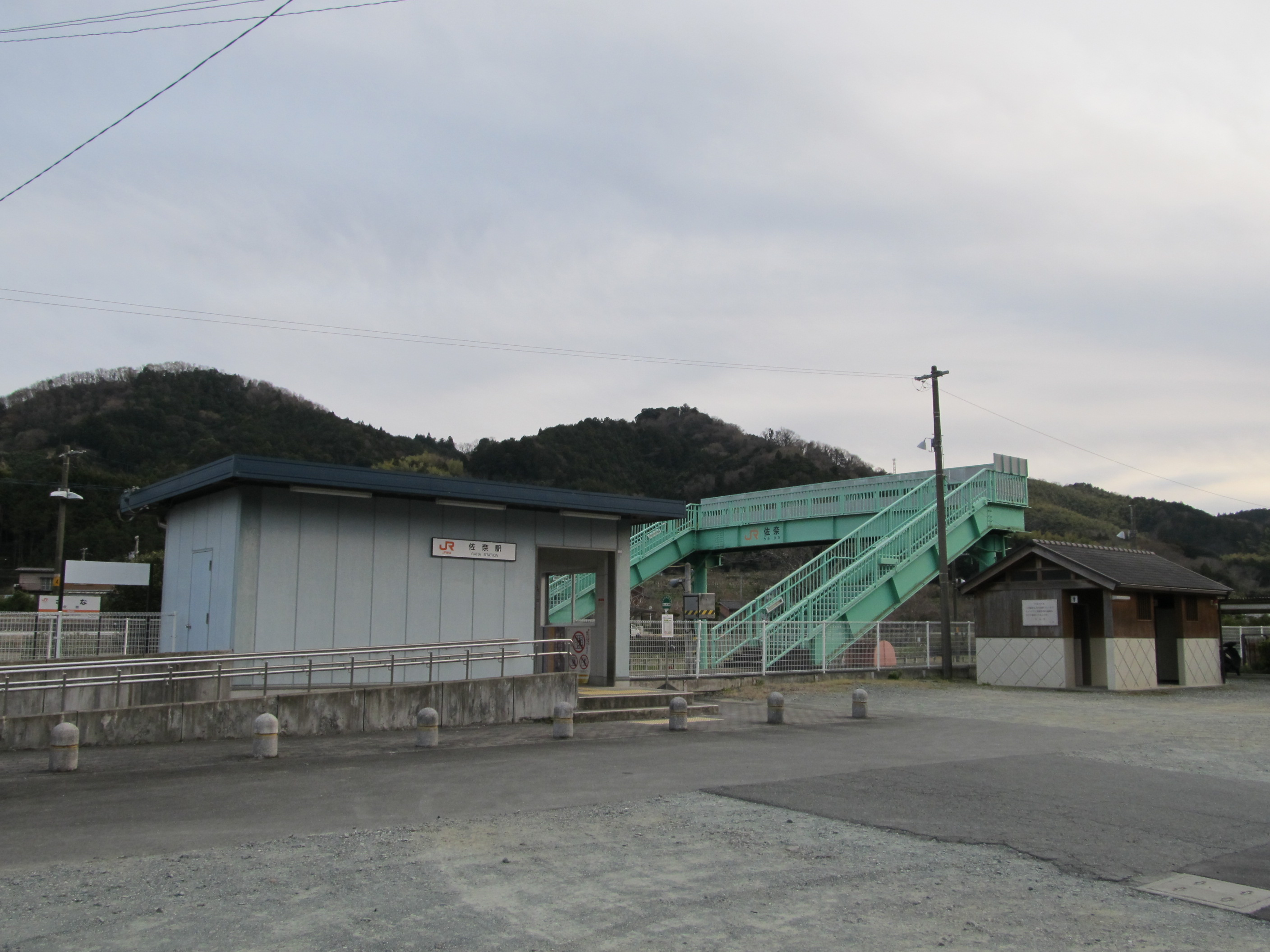
佐奈車站
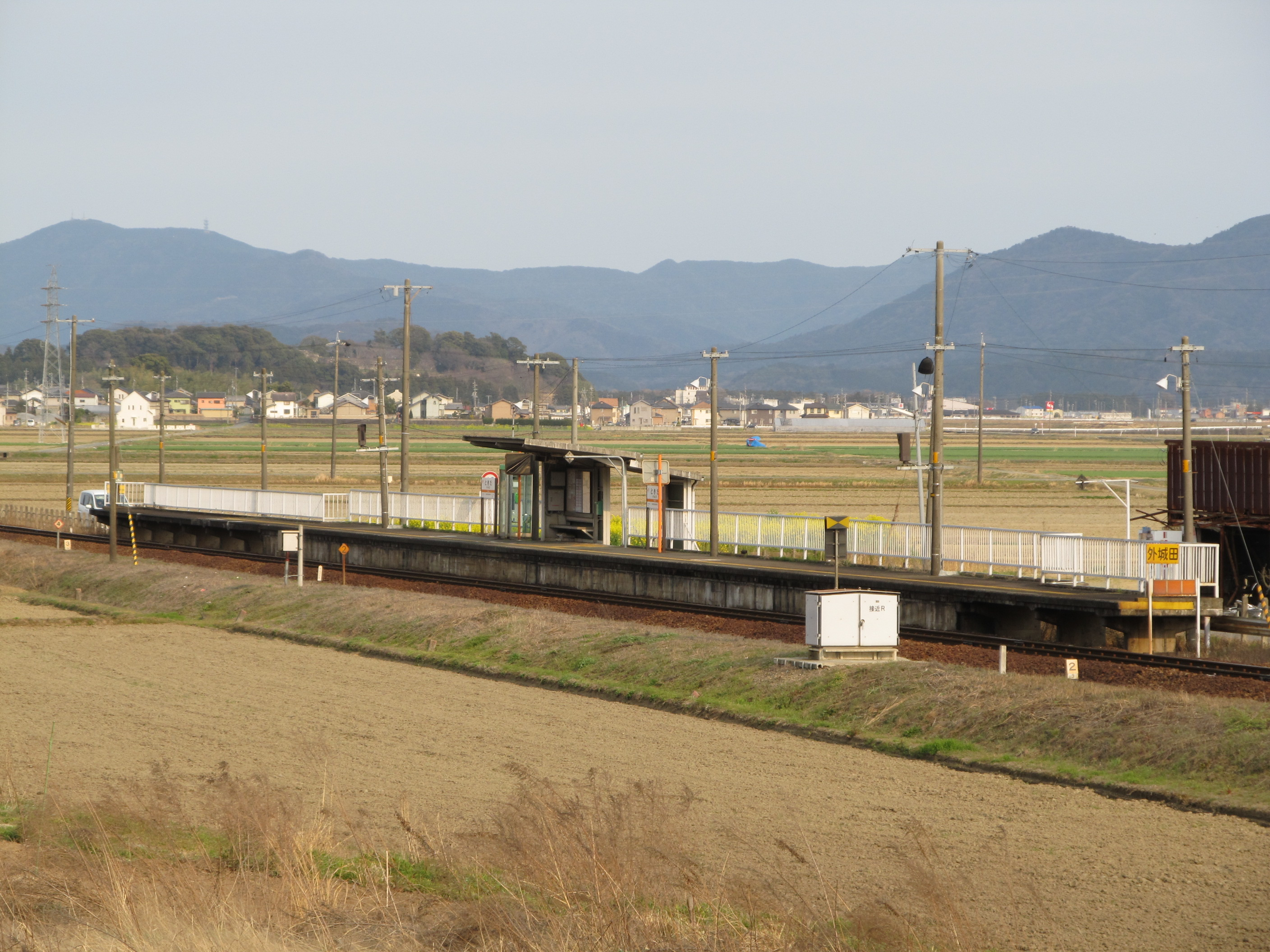
外城田車站

### 公路
高速公路

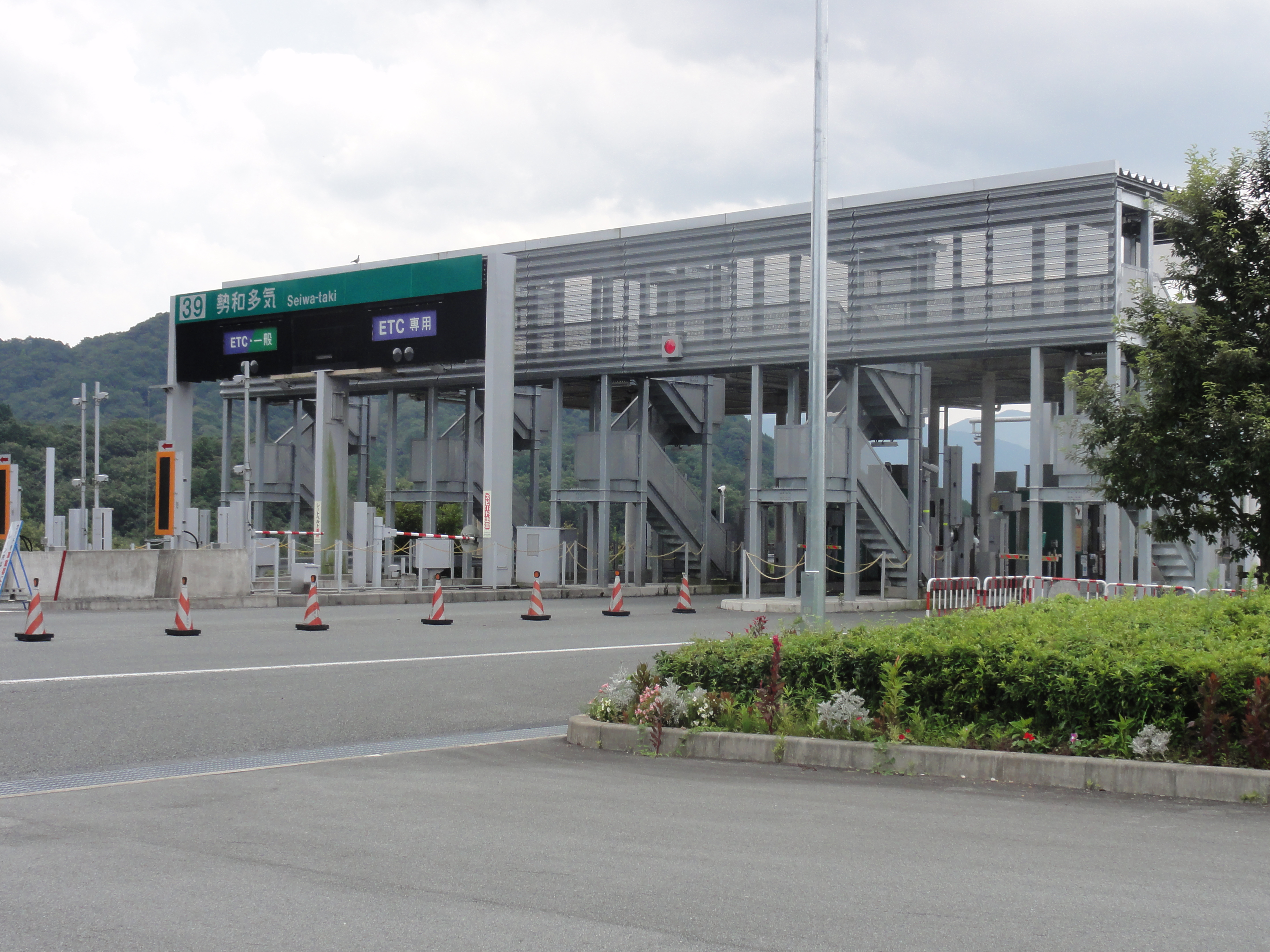
勢和多氣交流道的收費亭

- 伊勢自動車道：（松阪市） - 勢和多氣系統交流道/勢和多氣交流道 - 多氣休息區（日语：多気パーキングエリア） - （玉城町）
- 紀勢自動車道：勢和多氣系統交流道/勢和多氣交流道 - （大台町）

## 觀光資源
轄內的五桂池為17世紀所建造的農業灌溉用水塘，目前其東側被規劃為農業公園－五桂池故鄉村，除了種植大量花卉及飼養多種動物外，包括被稱為「高中生餐廳」的完全由高中生經營的餐廳「孫之店」也位於此內。
在仁田地區還有私人經營的萬協人形博物館，其中展出了約三萬件的人形。
在西部的朝柄、波多瀨、片野、古江、丹生地區，有建於19世紀初期的灌溉渠道－立梅用水，現已被國際灌溉排水設之委員會選為灌溉設施遺產。

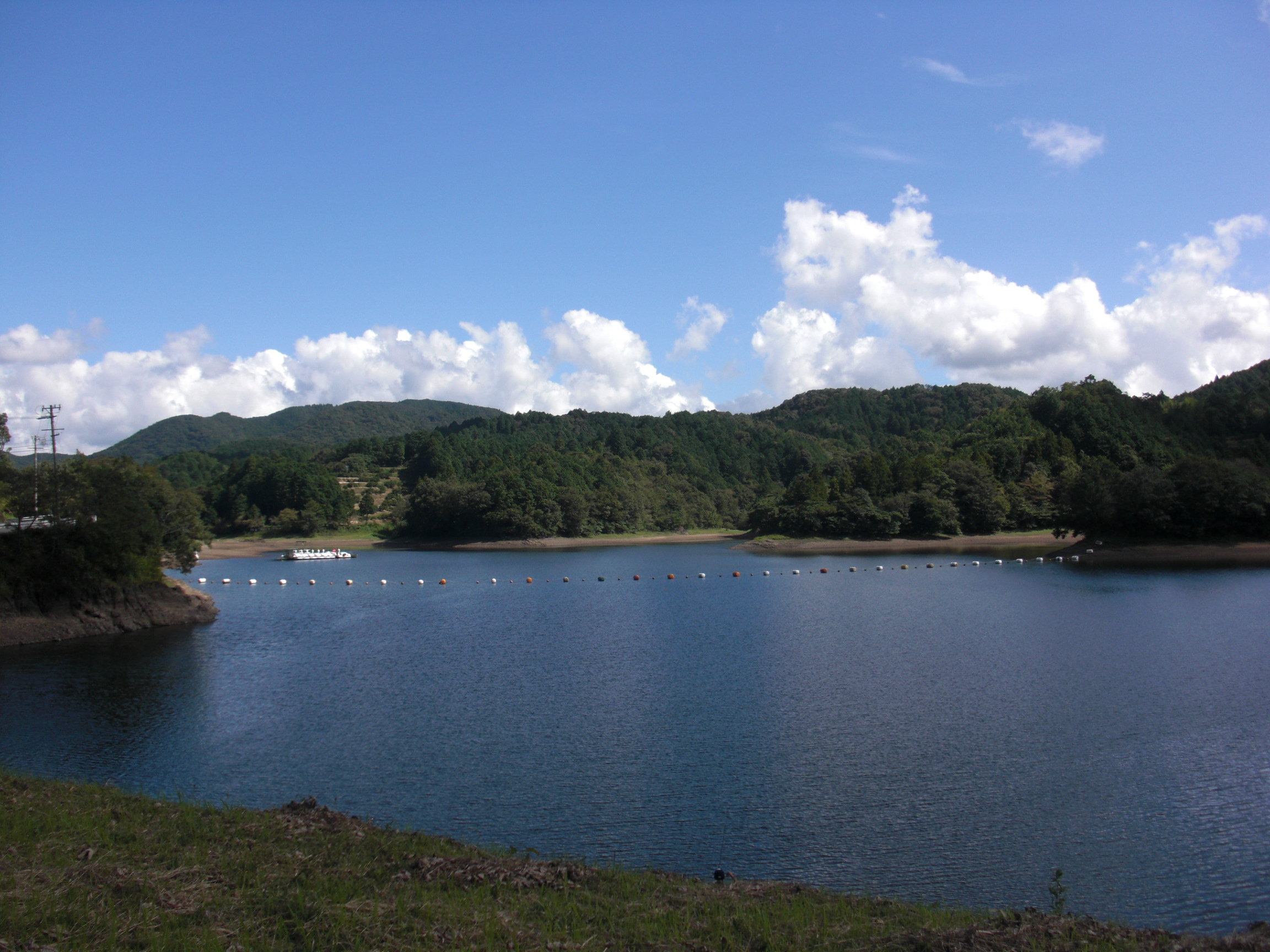
五桂池
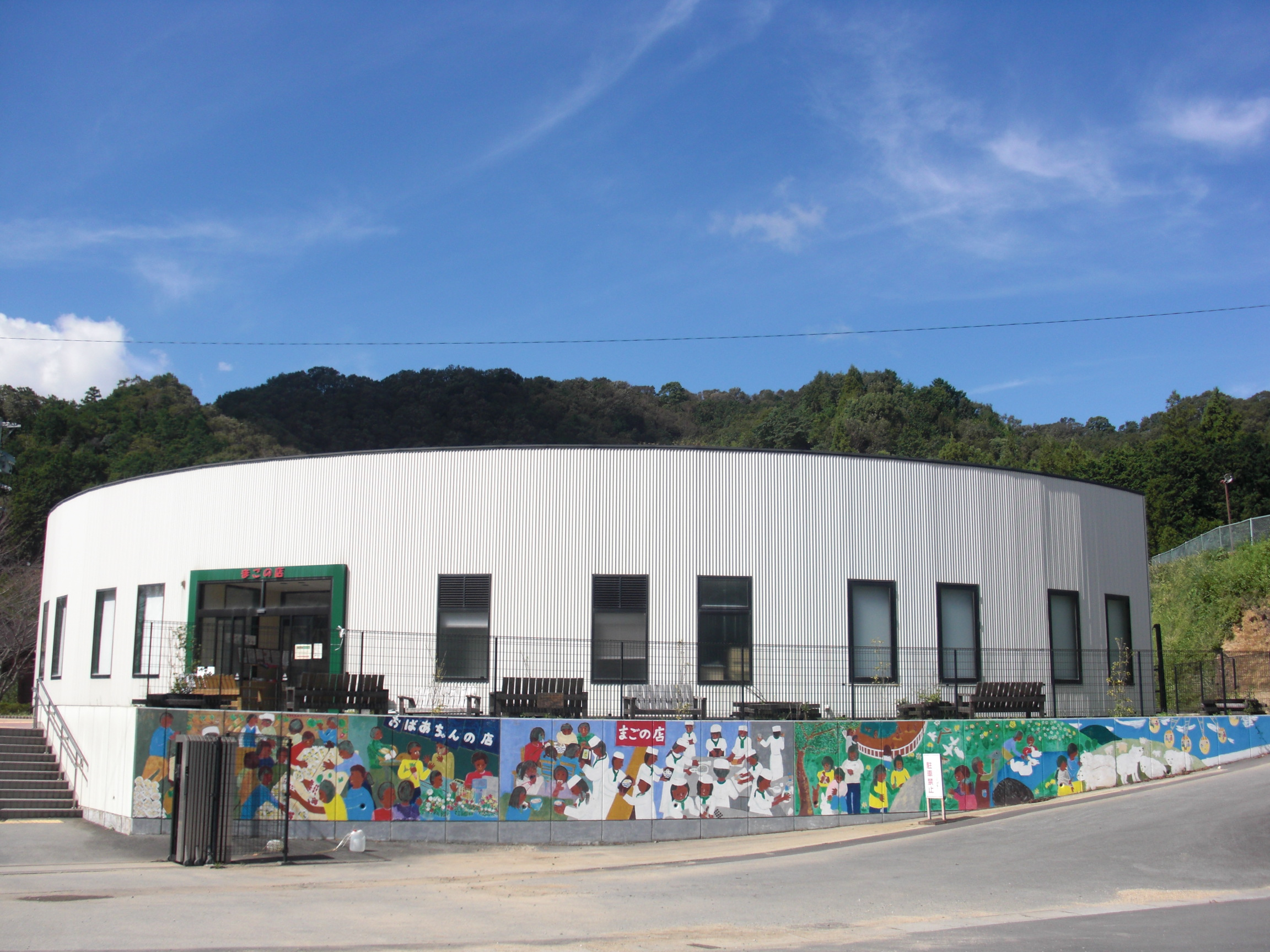
まごの店
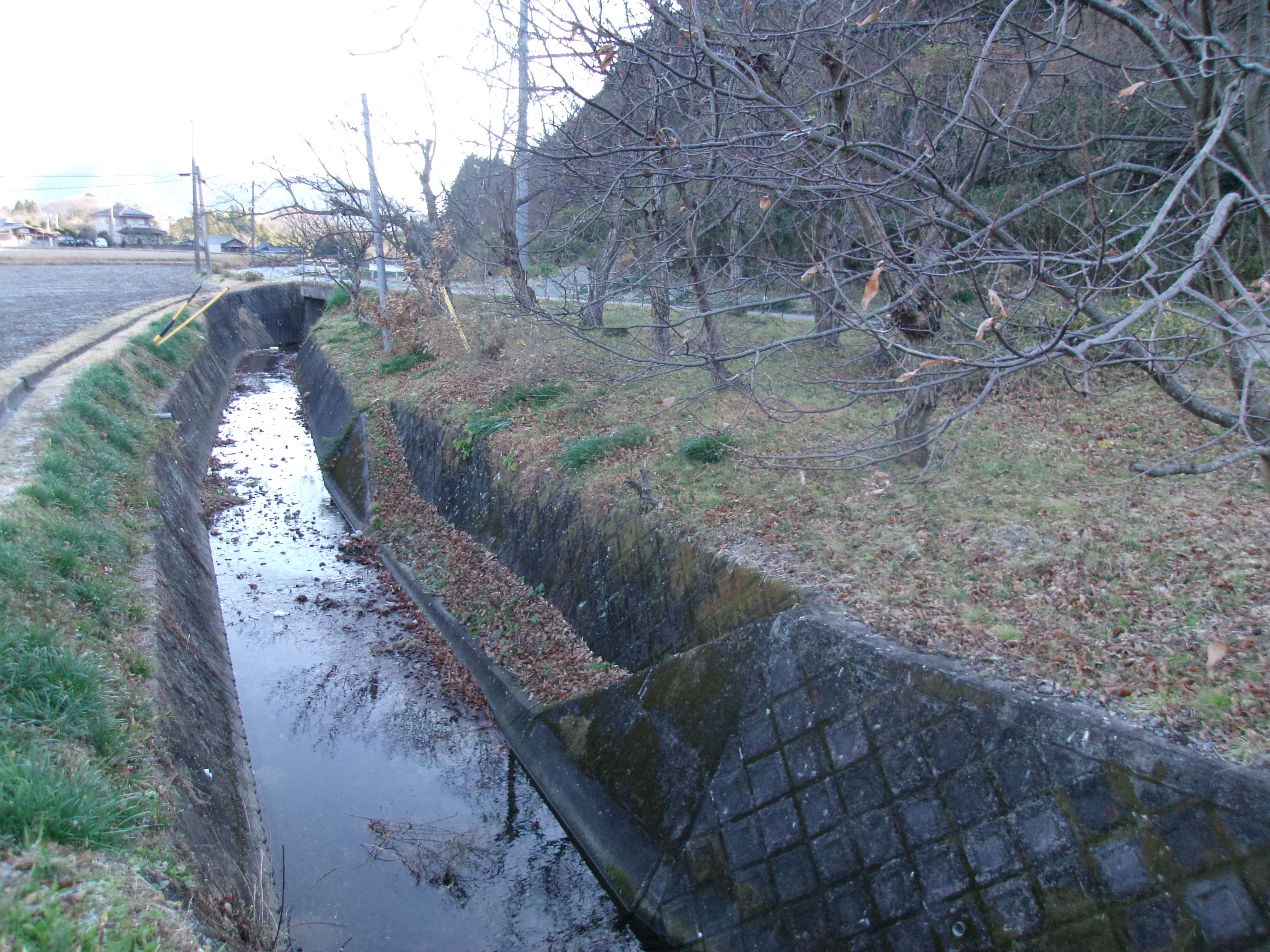
位於波多瀨地區的立梅用水
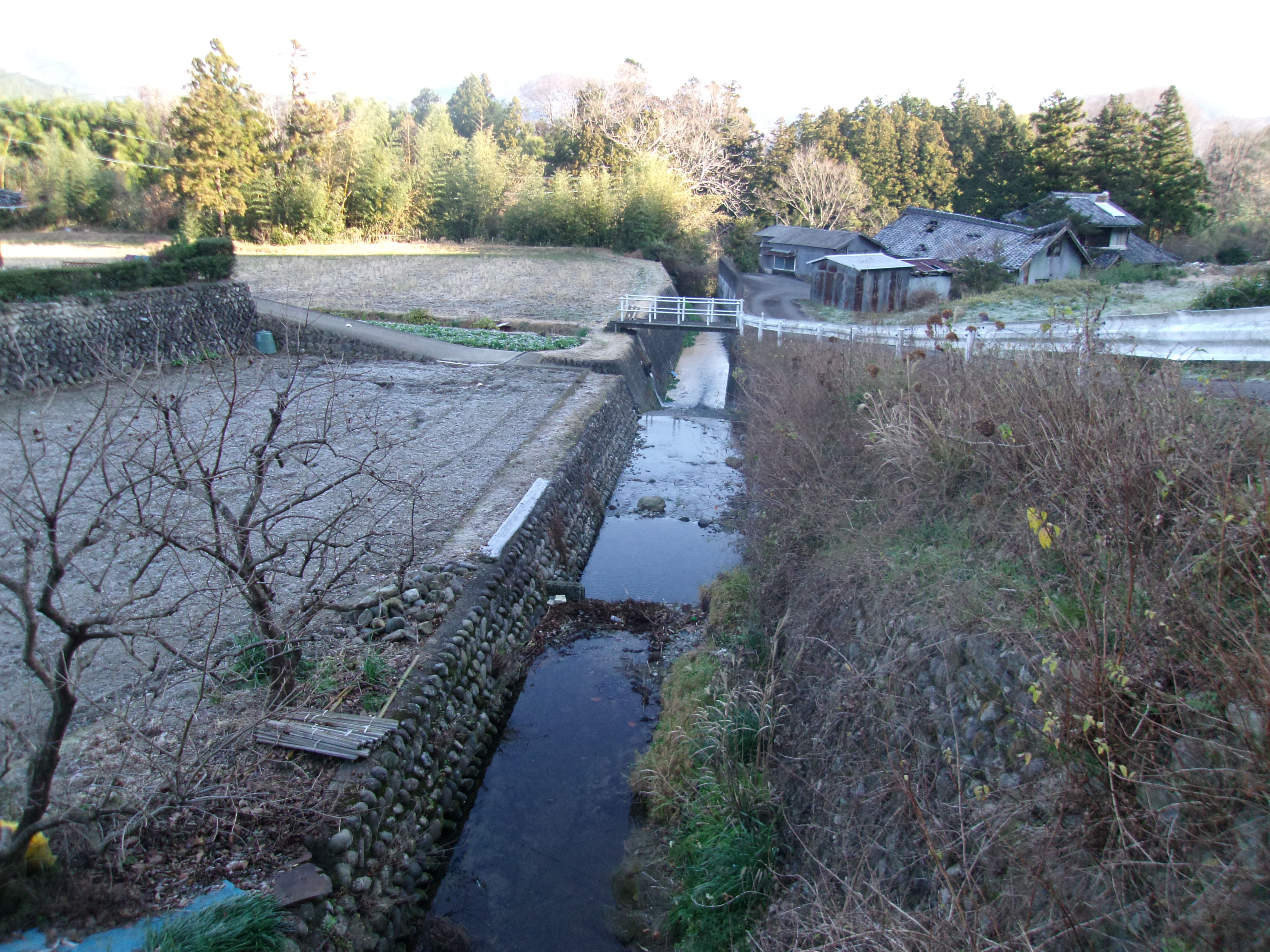
位於波多瀨地區的立梅用水

## 教育

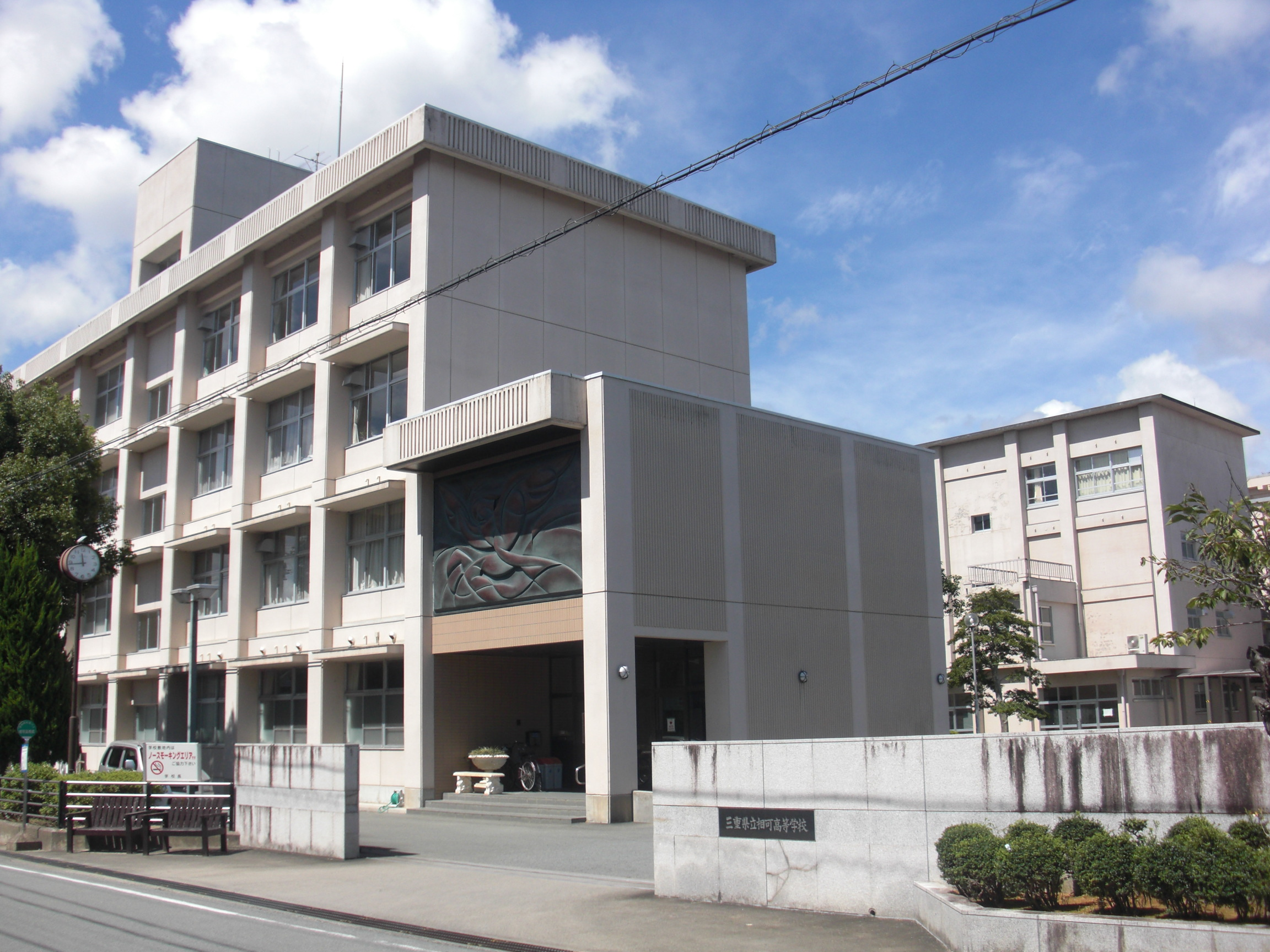
相可高校

轄內的三重縣立相可高等學校除了普通科外還設有生產經濟科、環境創造科、食物調理科，其學生社團料理社在指導老師及鎮公所的支持下，成立了完全由高中學生經營的餐廳「孫之店」，2011年以此餐廳的故事為原型，被拍攝成連續劇高中生餐廳。

## 姊妹、友好城市

### 海外
- 卡默斯（美國华盛顿州克拉克郡）
- 圣塞瓦斯蒂安（西班牙巴斯克自治區吉普斯夸省）

## 外部連結
- （日語） YouTube上的多氣町行政放送頻道